# Gonvick (Minnesota)
Gonvick est une ville américaine située dans le Comté de Clearwater, dans le Minnesota. Selon le recensement de 2010, sa population est de 282 habitants.